# Sergueï Roublevski
Sergueï Vladimirovitch Roublevski (en russe : Сергей Владимирович Рублевский), né à Kourgan en Russie le 15 octobre 1974, est un grand maître russe du jeu d'échecs. Il a été champion de Russie en 1991 (RSFSR) et 2005.

## Carrière

### Champion de Russie (1991 et 2005)
Roublevski remporte  la victoire au championnat de la RSFSR de Russie en 1991 à Smolensk. Il termine à la troisième place, ex æquo avec Epichine, au dernier championnat d'URSS d'échecs en 1991.
Il remporte la victoire à la super-finale du championnat d'échecs de Russie en 2005, devant Dmitri Iakovenko et Ernesto Inarkiev.

### Tournois internationaux
Dans son palmarès en tournoi, on peut distinguer :
- la médaille de bronze au championnat du monde d'échecs junior de 1993 ;
- la victoire au championnat open de Paris en 1993 ;
- la victoire au mémorial Rubinstein à Polanica-Zdrój en 1997 ;
- sa première place à l'Open Aeroflot de Moscou en 2004 ;
- deux victoires au tournoi d'échecs de Poïkovski : en 2004 et en 2008 ;
- la victoire tournoi Aerosvit de Foros en 2006 devant Ivantchouk ;

Au 1er mars 2011, il est le 59e joueur mondial, avec un classement Elo de 2 678 points.

### Candidat au championnat du monde (2007)
À la Coupe du monde d'échecs 2005, qualificative pour le tournoi des candidats de 2007, Roublevski termine à la septième place.
Qualifié pour les matchs des candidats au championnat du monde 2007, il élimine Ruslan Ponomariov avant de se faire sortir aux départages par Aleksandr Grichtchouk.

### Compétitions par équipe
Roublevski a participé avec l'équipe russe à sept olympiade d'échecs de 1994 à 2010. La Russie fut victorieuse quatre fois de suite : aux Olympiades d'échecs de 1996, de 1998, 2000 et de 2002. À l'Olympiade d'échecs de 2010, Roublevski remporta la médaille de bronze au deuxième échiquier de l'équipe de Russie qui ne finit que treizième.
Il participa également à trois championnats du monde par équipes, remportant la médaille d'or par équipe en 1997 et 2005, ainsi que deux médailles d'or au quatrième échiquier (en 1997 et 2001). 
Il a remporté la coupe d'Europe des clubs d'échecs en 2001 (avec l'équipe de Norilsk) et en 2007 (avec l'équipe de Mérida) ;

### Championnats du monde et coupes du monde

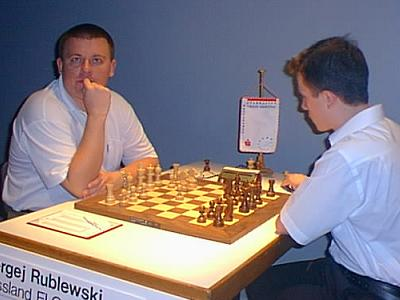
Sergueï Roublevski (à gauche) à Dortmund en 2004

| Année | Lieu                             | Résultat                                                              | Ultimes adversaires                                                    | Adversaires battus                                                                                          |
| ----- | -------------------------------- | --------------------------------------------------------------------- | ---------------------------------------------------------------------- | --- |
| 1997  | Groningue                        | troisième tour                                                        | Aleksandr Beliavski                                                    | Kevin Spraggett, Tal Shaked                                                                                 |
| 1999  | Las Vegas                        | troisième tour                                                        | Alekseï Dreïev                                                         | Alex Yermolinsky                                                                                            |
| 2000  | New Delhi                        | deuxième tour                                                         | Smbat Lputian                                                          | |
| 2001  | Moscou                           | premier tour                                                          | Nguyễn Anh Dũng                                                        | |
| 2002  | Hyderabad (coupe du monde)       | quart de finale (24 joueurs)                                          | Aleksandr Beliavski                                                    | |
| 2004  | Tripoli                          | troisième tour                                                        | Zdenko Kožul                                                           | Ahmed Adly, Viorel Iordăchescu                                                                              |
| 2005  | Khanty-Mansiïsk (coupe du monde) | quart de finale (cinquième tour)septième (après matchs de classement) | Étienne Bacrot (quart de finale)Ievgueni Bareïev (match de classement) | Đào Thiên Hải, Krishnan Sasikiran Baadur Jobava, Konstantin SakaïevMikhaïl Gourevitch (match de classement) |
| 2007  | Khanty-Mansiïsk (coupe du monde) | troisième tour                                                        | Peter Svidler                                                          | Imre Héra, David Navara                                                                                     |
| 2009  | Khanty-Mansiïsk (coupe du monde) | deuxième tour                                                         | Aleksandr Arechtchenko                                                 | Iván Morovic                                                                                                |